# Парунакян, Ваагн Эмильевич
Ваагн Эмильевич Парунакян (25 января 1928 год, Ереван — апрель 2022, Мариуполь) — учёный в области промышленного транспорта, доктор технических наук, профессор, академик Международной Кадровой Академии, заведующий кафедрой «Промышленный транспорт» Приазовского государственного технического университета.

## Биография
Родился в Армении 25 января 1928 г. Ереван. Отец Ваагна строил заводы, поэтому его семья постоянно меняла место жительства, но в основном жили в Грозном. Война застала их в Грозном и в связи с этим он эвакуировались в Ереван, где провёл вместе с семьёй всю войну. В 1947 году в связи с направлением на послевоенное восстановление сахарной промышленности Украины переехал с семьей в Сумскую область. В том же году поступил в Харьковский горный институт на специальность «Промышленный транспорт».
В 1952 году окончил институт, после чего в течение 25 лет проработал на крупнейших в Европе угольных предприятиях на Урале в городах Коркино и Челябинск на предприятиях комбината «Челябинскуголь», в Челябинском, затем Южно-Уральском совнархозах, НИИ по открытым горным работам, Челябинском филиале Уральского электромеханического института инженеров транспорта. За эти годы он прошел путь от помощника начальника участка, старшего инженера и старшего научного сотрудника до руководителя ведущего в отрасли отдела механизации и автоматизации карьерного транспорта в НИИ открытых горных работ.
В 1963 году защитил кандидатскую диссертацию, в 1966 г. ему было присвоено ученое звание старшего научного сотрудника.
В 1977 г. избран по конкурсу в отдел промышленного транспорта НИИ автоматизации чёрной металлургии (г. Жданов), где работал зав. лабораторией, а с 1979 г. зав. отделом.
В 1981 г., в связи с преобразованием отдела в Центральное проектно-конструкторское и технологическое бюро транспорта чёрной металлургии, назначен заведующим технологическим отделом.
С 1984 года преподавал в Мариупольском металлургическом институте (ныне Приазовский государственный технический университет).
С 1984 года работал на кафедре «Промышленный транспорт» доцентом, заведующим кафедрой (с 1987 г.), профессором (с 1992 г.).
В 1989 г. ему присвоено ученое звание доцента, а в 1991 г. — ученое звание профессора.
В 1992 г. — профессор кафедры «Промышленный транспорт» ММИ
В 2000 году в связи с созданием факультета транспортных технологий, он вновь возглавил кафедру «Промышленный транспорт».
В 2004 году успешно защитил докторскую диссертацию.
В 2005 году — академик Международной Кадровой Академии.
Известен учёным и практикам, работающим в области промышленного транспорта как высококвалифицированный специалист, решающий проблемы совершенствования и развития систем эксплуатации и ремонта технических средств железнодорожного транспорта, а также создания систем управления транспортным процессом.
Под его руководством и при непосредственном участии проведены исследования, ОКР, создан и широко внедрен на транспорте предприятий Украины, России и Казахстана целый комплекс машин для механизации трудоемких процессов на железнодорожном транспорте (путеукладочный кран, тракторный путеукладчик, многоцелевая ремонтная машина, путеизмерительный комплекс и др.), которые защищены авторскими свидетельствами на изобретения.
Под его руководством впервые разработано, создано и внедрено железобетонное плитное основание для стрелочных переводов под высокие осевые нагрузки, уложенное на чугуновозных и шлаковозных путях металлургических заводов, которое защищено патентом Украины.
Изобретение Парунакяна — маневровый тягач на базе трактора ХТЗ-150 К09 — дает возможность экономить затраты на транспорте до 70 процентов. Это изобретение внедрено в производство также на Магнитогорском металлургическом комбинате, Докучаевском ферросплавном заводе, в Новотроицком рудоуправлении, Бердянском морском торговом порту. Под руководством и при непосредственном участии Ваагна Парунакяна проведены исследования, создан и широко внедряется на транспорте предприятий Украины, России и Казахстана целый комплекс машин для механизации трудоемких процессов на железнодорожном транспорте. Это такие, к примеру, как путеукладочный кран, тракторный путеукладчик, многоцелевая ремонтная машина, путеизмерительный комплекс и тому подобное.
Является автором четырёх монографий, около 200 статей, 30 изобретений, а также учебника «Общий курс промышленного транспорта» и учебного пособия «Общий курс транспорта».
Награждался почетными грамотами, его труд отмечен знаками «Отличник образования Украины», «Ветеран труда», «Святитель Петро Могила». В 2010 году стал победителем конкурса «Мариуполец года».
Погиб в апреле 2022 года во время российской оккупации Мариуполя.